# The Witness to the Will
The Witness to the Will è un cortometraggio muto del 1914 diretto da George A. Lessey. Prodotto dalla Edison Company su un soggetto di Gordon V. May, aveva come interpreti James F. Wilson, Gertrude McCoy, William West, Harry Beaumont, Richard Neill, Jessie Stevens.

## Trama
Rendendosi conto di stare per morire, il maggiore Thorndyke decise che era il momento di mettere in ordine i suoi affari e stilò un nuovo testamento: erede di tutto era sua nipote Marjorie mentre suo figlio Belden, i cui comportamenti avevano amareggiato gli ultimi anni del maggiore, avrebbe goduto soltanto di un piccolo reddito. Alla sua morte, però, non venne trovato alcun testamento e Belden, in quanto figlio ed erede legittimo, entrò in possesso dell'intero patrimonio del padre. Qualche tempo dopo, Belden chiese a Marjorie di sposarlo, ma la sua proposta venne respinta, e Marjorie preferì lasciare Thorndyke Manor per andare a cercare un lavoro in città. La ragazza però non ebbe fortuna e, in pochi mesi, si ridusse in uno stato miserevole, malata e affamata. Soccorsa in una casa di campagna dai vicini, Marjorie riconobbe in loro lo stalliere di Thorndyke e sua madre. L'uomo, sconvolto da ritrovarla in queste condizioni, si ricordò di avere visto Belden esaminare, poco prima che il maggiore morisse, il testamento lasciato da Thorndyke. Si recò quindi da Belden per chiedergli il motivo per cui Marjorie si trovasse in tale povertà. L'altro, con una scusa, lo attirò fino a un dirupo, spingendolo giù.

La caduta fu terribile, ma lo stalliere sopravvisse. Semi incosciente, venne ritrovato dal tenente Preble, l'uomo di cui Marjorie era innamorata e che, per dovere, era dovuto stare lungamente all'estero. Finalmente tornato e venuto a conoscenza di tutta la storia, Preble affrontò a muso duro Belden che, vedendo insieme a lui anche l'uomo che ormai credeva morto, crollò restituendo il testamento di suo padre e confessando tutto.

## Produzione
Il film fu prodotto dalla Edison Company.

## Distribuzione
Distribuito dalla General Film Company, il film - un cortometraggio in due bobine - uscì nelle sale cinematografiche degli Stati Uniti il 9 gennaio 1914.